# Rumpfgeschwindigkeit

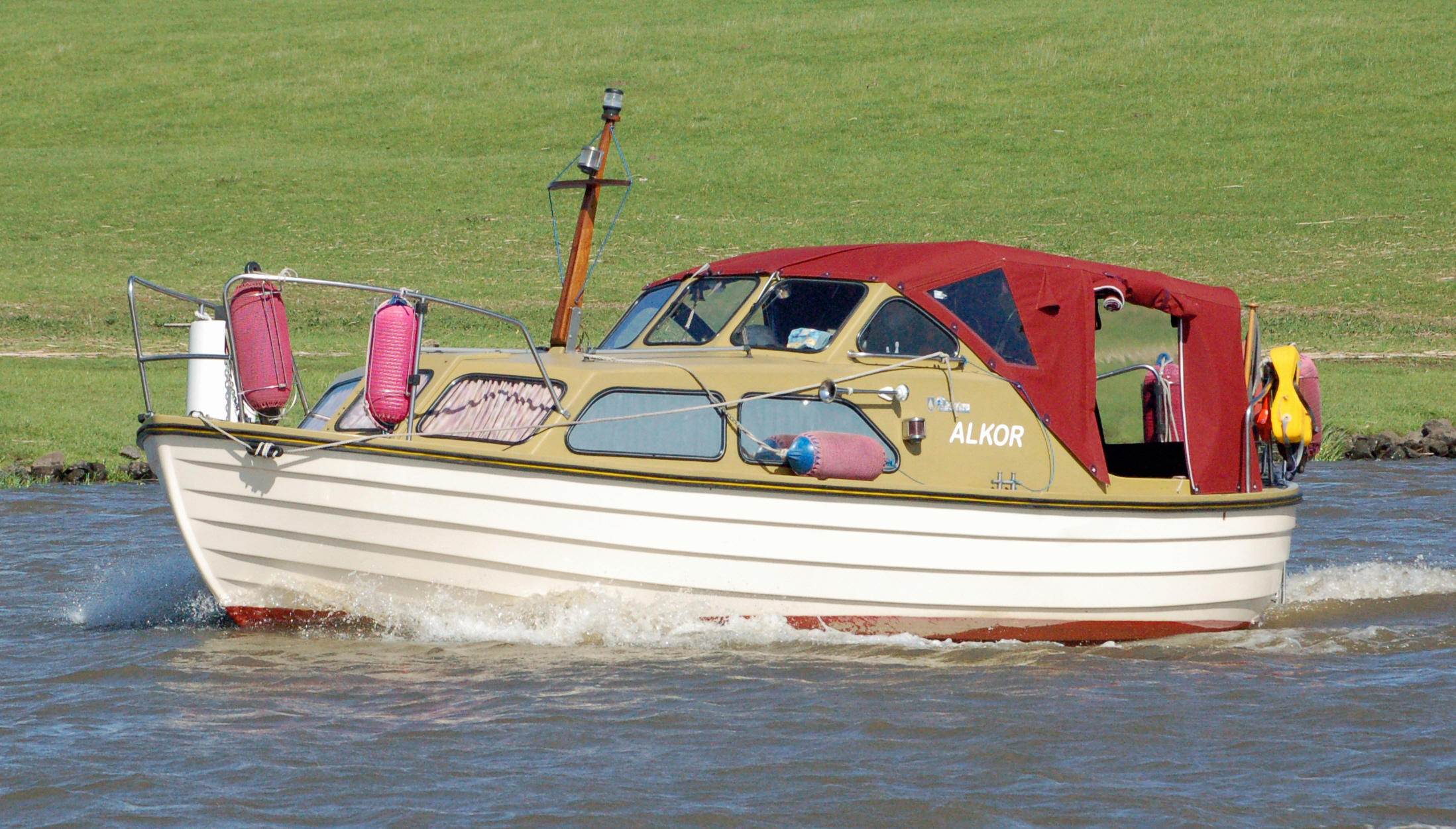
Die Höchstgeschwindigkeit bei Verdrängerrümpfen hängt nicht von der Motorleistung, sondern von der Länge der Wasserlinie ab.

Als Rumpfgeschwindigkeit wird die Geschwindigkeit eines Schiffes bezeichnet, bei der die Wellenlänge der Bugwelle die wellenbildende Länge des Schiffes erreicht und infolgedessen der Strömungswiderstand stark ansteigt. Boote und Schiffe mit Verdrängerrümpfen können selbst mit erhöhter Leistung diese Geschwindigkeit kaum überschreiten.

## Erklärung
Mit steigender Geschwindigkeit eines Schiffes in Verdrängerfahrt wächst die Wellenlänge der Bugwelle. Wenn sich bei Erreichen der Rumpfgeschwindigkeit Bug- und Heckwelle konstruktiv überlagern, kommt das Heck des Schiffs in das daraus gebildete Wellental und sinkt ab. Damit wächst der zu überwindende Strömungswiderstand bei weiterer Geschwindigkeitserhöhung stark an.

## Praktische Berechnung und Bedeutung
Die Rumpfgeschwindigkeit {\displaystyle v_{\mathrm {max} }} errechnet sich aus der Quadratwurzel der Länge der Wasserlinie {\displaystyle l_{\mathrm {wl} }} des Schiffes multipliziert mit {\displaystyle 1{,}25\,\mathrm {\frac {m}{s}} }:
{\displaystyle v_{\mathrm {max} }\approx {\sqrt {\frac {l_{\mathrm {wl} }}{\mathrm {m} }}}\cdot 1{,}25\,\mathrm {m{/}s} \approx {\sqrt {\frac {l_{\mathrm {wl} }}{\mathrm {m} }}}\cdot 4{,}50\,\mathrm {km{/}h} \approx {\sqrt {\frac {l_{\mathrm {wl} }}{\mathrm {m} }}}\cdot 2{,}43\,\mathrm {kn} }
Die Rumpfgeschwindigkeit {\displaystyle v_{\mathrm {max} }} steigt daher mit der Länge der Wasserlinie {\displaystyle l_{\mathrm {wl} }}:
- {\displaystyle l_{\mathrm {wl} }=10\,\mathrm {m} } ergibt {\displaystyle v_{\mathrm {max} }\approx 7{,}7\,\mathrm {kn} \approx 14\,\mathrm {km/h} }
- {\displaystyle l_{\mathrm {wl} }=100\,\mathrm {m} } ergibt {\displaystyle v_{\mathrm {max} }\approx 24\,\mathrm {kn} \approx 44\,\mathrm {km/h} }

Die relative Geschwindigkeit {\displaystyle v_{\mathrm {rel} }={\frac {v}{v_{\mathrm {max} }}}} gibt für jedes Boot bei gegebener Geschwindigkeit {\displaystyle v} an, wie nah es seiner Rumpfgeschwindigkeit {\displaystyle v_{\mathrm {max} }} ist, die relative Geschwindigkeit beträgt höchstens {\displaystyle v_{\mathrm {rel} }=1}.
Der kubische Zusammenhang zwischen Antriebsleistung und Geschwindigkeit führt zu der Faustregel, dass bei Verdrängerrümpfen Geschwindigkeiten oberhalb von {\displaystyle v=2\cdot {\sqrt {l_{\mathrm {wl} }}}\,\mathrm {kn} } bzw. relative Geschwindigkeiten von {\displaystyle v_{\mathrm {rel} }>0{,}82} durch den hohen Treibstoffverbrauch als unwirtschaftlich gelten, das entspricht Geschwindigkeiten oberhalb von etwa 80 % der Rumpfgeschwindigkeit.

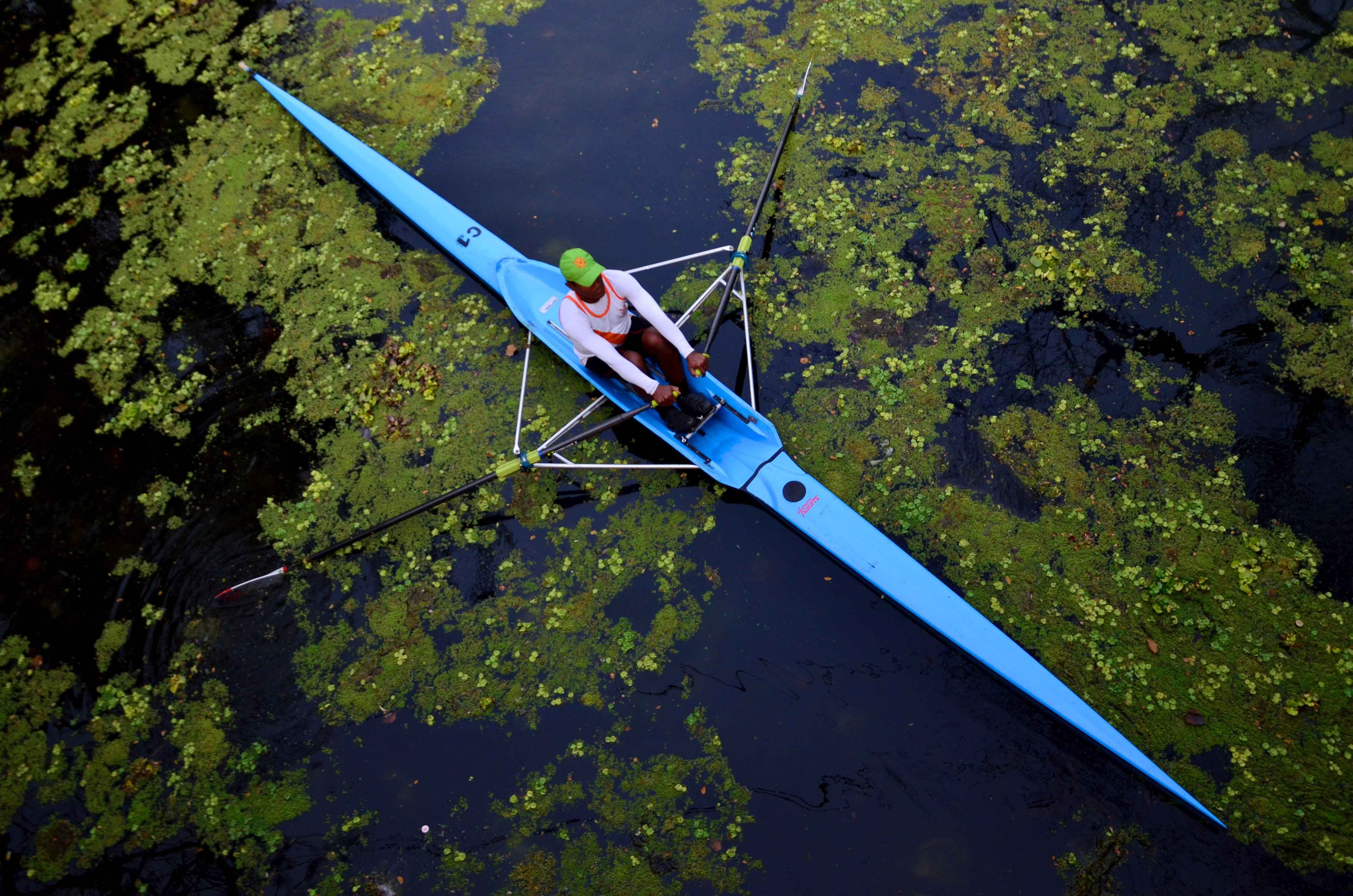
Um trotz geringer Antriebsleistung nahe an die Rumpfgeschwindigkeit zu kommen, werden beim Einer extrem schlanke Rumpfformen verwendet

Unterhalb der Rumpfgeschwindigkeit hängt die Wellenamplitude und damit der Wasserwiderstand nicht von der Länge der Wasserlinie, sondern von der Rumpfbreite unter Wasser ab. Verdränger, die nur mit geringer Energiemenge angetrieben werden, besitzen deshalb möglichst schmal gebaute Rümpfe, dadurch vermindert sich die Höhe der Welle. Beispiele hierfür sind Kanus, Katamarane oder Einer. Die erreichbare Maximalgeschwindigkeit ist dagegen ebenso hoch wie bei einem breiteren Rumpf gleicher Wasserlinienlänge. Eine Steigerung der Rumpfgeschwindigkeit ist nur über eine längere Wasserlinie erreichbar.
Die Tatsache, dass die Rumpfgeschwindigkeit nur von der Länge der Wasserlinie abhängt, ist der Grund, warum längere Schiffe – bei entsprechend starkem Antrieb – in Verdrängerfahrt höhere Geschwindigkeiten erreichen können als kürzere Schiffe. Dies spiegelt sich in der Redewendung „Länge läuft“ wider.

## Hintergrund
Im modernen Schiffbau spielt der Begriff der Rumpfgeschwindigkeit kaum mehr eine Rolle, er wurde von geeigneteren Kenngrößen wie dem Längen-/Breitenverhältnis und der Froude-Zahl abgelöst. In der Freizeitschifffahrt wird dagegen für die Angabe des Geschwindigkeitspotentials eines Bootes nach wie vor die Rumpfgeschwindigkeit verwendet.
Bei Schiffen steigt der Wellenwiderstand ab einer Froude-Zahl um 0,35 sehr stark an. Dies liegt daran, dass zum einen die Amplituden der Querwellen stark ansteigen, zum anderen, dass sich die Wellen des schiffseigenen primären Wellensystems ungünstig überlagern. Bei einer Froude-Zahl um 0,4 überlagern sich die Heck- und die Bugwelle stets so, dass der zweite Wellenberg der Bugwelle auf die Heckwelle trifft.
Bei einer Froude-Zahl um 0,56 trifft das Tal der Bugwelle auf die Heckwelle, so dass diese sich in etwa neutralisieren. Zu den Zeiten, in denen der Begriff der Rumpfgeschwindigkeiten geprägt wurde, war dies die Geschwindigkeit, die mit damaligen Leistungen und Schiffsformen nicht überschritten werden konnte.
Die oben angegebene Formel für die Rumpfgeschwindigkeit ergibt sich aus der Näherungsformel {\displaystyle v\approx {\sqrt {g\lambda /2\pi }}} für die Geschwindigkeit einer Oberflächenwelle in tiefem Wasser. Dabei ist {\displaystyle v} die Geschwindigkeit der in diesem Fall vom Schiff erzeugten Welle, {\displaystyle g} die Schwerebeschleunigung an der Erdoberfläche (9,81 m/s² für mittlere Breiten) und {\displaystyle \lambda } die Wellenlänge, die bei Rumpfgeschwindigkeit die Wasserlinienlänge des Schiffes erreicht.

## Überschreiten der Rumpfgeschwindigkeit
Wenn versucht wird, ein für Verdrängerfahrt konzipiertes Boot über seine Rumpfgeschwindigkeit hinaus zu beschleunigen, z. B. indem man es von einem schnellen Schiff schleppen lässt, dann bricht in der Regel die Schlepptrosse oder die Beschläge reißen aus. Hält das Material jedoch der Kraft stand, dann baut sich eine immer höher werdende Bugwelle auf. Dies führt zu einer immer steileren Lage im Wasser, bis entweder die mechanische Stabilität versagt und das Schiff auseinanderbricht oder aber das Heck unter die Wasseroberfläche taucht und das Boot sinkt.

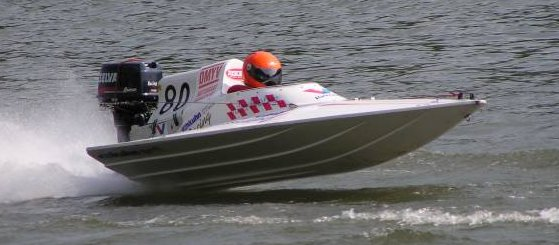
Rennboot in Gleitfahrt

Mittels geeigneter Rumpfformen ist es möglich, die Rumpfgeschwindigkeit weit zu überschreiten. Solche Wasserfahrzeuge werden als Gleiter bezeichnet und erreichen mit zunehmender Geschwindigkeit einen immer höheren hydrodynamischen Auftrieb. Dadurch heben sie sich aus dem Wasser und der spezifische Wasserwiderstand sinkt stark, so dass die obige Formel für die Rumpfgeschwindigkeit nicht mehr anwendbar ist. Bei hinreichend starker Motorisierung können sie von Verdrängerfahrt in Gleitbetrieb umstellen und dann schneller als mit Rumpfgeschwindigkeit unterwegs sein. Dieses Prinzip gilt auch für große Boote. Beispiele für Gleiter sind praktisch alle Rennboote und die meisten Schnellboote.
Diesem einfacheren Konstruktionsprinzip folgten in den 1920er und 1930er Jahren im Bereich des militärischen Schiffbaus spezielle Rumpfkonstruktionen für Zerstörer und Torpedoboote, die bei stark gestreckten Rümpfen von 100 bis 130 Metern Länge nur 10 Meter breit waren und Geschwindigkeiten von ungefähr 33 bis 38 Knoten erreichen konnten. Die besonders schlanke Form mit einem Verhältnis von Länge:Breite um 10:1 wurde zum einen durch einen langgezogenen Bug ergänzt, sodass der größte Spantquerschnitt deutlich hinter der Mitte erreicht wurde, zum anderen durch scharfe Abrisskanten am Heck. Diese Art der Rümpfe wird heute als Halbgleiter bezeichnet, da sie bei geringem Gewicht und starker Motorisierung zumindest mit dem vorderen Teil ins Gleiten kommen können.
Weitere Verbesserungen erzielt der Lürssen-Effekt.
Eine drastische Verkleinerung des Wasserwiderstands kann bei Tragflügelbooten durch Hydrofoils erreicht werden. Dabei wird der Rumpf nicht durch die Rumpfform, sondern durch die Tragflügel aus dem Wasser gehoben. Ein Segelboot erreichte damit im November 2011 einen Geschwindigkeitsrekord von über 120 km/h.